# Вильман, Эльвира Ивановна
Эльвира Ивановна Вильман (в замужестве Вильман-Элоранта, фин. Agnes Elvira Maria Willman; 10 августа 1875 — 17 апреля 1925) — финский драматург, журналист и революционная социалистка, одна из самых выдающихся женщин раннего финского рабочего движения. Также считается первой женщиной-писателем из рабочего класса в Финляндии, несмотря на то, что она происходила из буржуазии. После гражданской войны в Финляндии 1918 года она и её муж Войтто Элоранта бежали в Советскую Россию. Позже их обоих обвинили в причастности к инциденту в клубе Куусинена. Элоранта был казнен в 1922 году, а Вильман — в 1925 году.

## Жизнь
Эльвира Вильман родилась в городе Уусикаупунки на западе Финляндии. После развода родителей Вильман  переехала в Хельсинки, окончив шведскоязычную среднюю школу в 1894 году. Она изучала языки, историю и литературу в Хельсинкском университете и провела сезон 1899–1900 годов в Парижском университете. Вернувшись в Финляндию, Вильман была активным участником либеральной Партии молодых финнов, организовавшей сопротивление русификации Финляндии. Вскоре она заинтересовалась рабочим движением. Вильман вступила в Социал-демократическую партию и работала писательницей в левом литературном журнале. В августе 1906 года Вильман участвовала в Свеаборгском восстании, мятеже русских моряков в крепости Свеаборг недалеко от Хельсинки. Она была одним из контактов мятежников в Хельсинки, и квартира Вильман использовалась как место встречи.
Во время Гражданской войны 1918 года Вильман работала журналистом, поскольку её муж был членом генерального штаба Красной гвардии на фронте Саво. Когда война повернулась против красных, Вильман бежала в Советскую Россию со своими детьми, а Элоранта вскоре последовал за ней. Оба вступили Коммунистическую партию, созданную в Петрограде, и присоединились к партийной оппозиции, противостоящей центральному комитету. 31 августа 1920 года конфликт обострился, когда восемь членов ЦК были убиты в партийной штаб-квартире — «Клубе Куусинена». Суд признал Войтто Элоранту главным зачинщиком, хотя он отрицал свою причастность. Элоранта был казнен в ноябре 1922 года, но Вильман была освобождена, так как против неё не было найдено никаких улик. Переехала в Москву, где её снова арестовали в июле 1924 года. Она была осуждена 13 апреля 1925 года и через четыре дня казнена.

## Работы
В своих работах Вильман занимается вопросами прав женщин и девиантного поведения. Дебютировала спектаклем «Люли», премьера которого состоялась в Национальном театре Финляндии в 1903 году. Это история о женщине из рабочего класса по имени Люли, которую сначала соблазнил, а затем бросил мужчина из высшего общества. В пьесе 1907 года «Келларикерроксесса» («В подвале») основное внимание уделяется проституции и девиациям. Роман «Vallankumouksen vyöry» («Прилив революции») частично автобиографичен и отражает дни Свеаборгского восстания 1906 года, хотя сама история происходит во время русской революции 1917 года. В романе есть короткая сцена мужской гомосексуальности.